# Agrippa Ier
Pour les articles homonymes, voir Agrippa.
Vous lisez un « bon article » labellisé en 2016.
Agrippa Ier (en latin : Marcus Julius Agrippa), parfois appelé Hérode Agrippa, né vers 10 av. J.-C. et mort vers 44 à Césarée, petit-fils d'Hérode le Grand, est le dernier roi juif de Judée.
Il passe son enfance et sa jeunesse à la cour impériale de Rome où il se lie d'amitié avec les princes impériaux Drusus, fils de l'empereur Tibère, et Claude. Il subit une période de disgrâce à la suite de la mort de Drusus qui le contraint à retourner vivre en Judée.
De retour à Rome en 36, Tibère en fait le tuteur de son petit-fils Tiberius Gemellus et Agrippa se rapproche de l'autre héritier désigné, Caligula. L'avènement de ce dernier au trône lui permet de devenir roi de Batanée et de Trachonitide en 37 en obtenant les anciennes tétrarchies de Philippe II et de Lysanias, puis la Galilée et la Pérée en 39, à la suite de la disgrâce de son oncle Hérode Antipas.
Après l'assassinat de Caligula, il joue à Rome un rôle de premier plan dans l'accession de Claude à la tête de l'empire en 41 et il se voit doté des anciens territoires d'Archélaos, l'Idumée, la Judée et la Samarie, régnant ainsi sur un territoire aussi vaste que l'ancien royaume d'Hérode le Grand.
Porteur d'une double identité juive et romaine, il joue un rôle d'intercesseur en faveur des Juifs auprès des autorités romaines et, sur le plan intérieur, laisse espérer à certains de ses sujets juifs la restauration d'un royaume indépendant. Poursuivant la politique d'évergétisme hérodienne par de grands travaux, il s’aliène néanmoins une partie de ses sujets grecs et syriens tandis que ses ambitions régionales lui valent l'opposition du légat impérial de la province romaine de Syrie, Marsus. Il meurt subitement — peut-être empoisonné — en 44.

## Biographie

### Origines

#### Famille
Agrippa est le fils d'Aristobule IV, l'un des enfants qu'Hérode Ier le Grand, roi de Judée a eu avec Mariamne l'Hasmonéenne. Sa mère est Bérénice, fille de Salomé, la fille d'Antipater et sœur d'Hérode le Grand, qui est une proche d'Antonia Minor, fille de Marc-Antoine et d'Octavia, la sœur d'Auguste. Hérode le Grand est donc à la fois le grand-père paternel et le grand-oncle maternel d'Agrippa, qui naît vers 11 ou 10 av. J.-C., vraisemblablement en Judée. Ses parents marquent le statut romain de ce prince juif en lui donnant le nom d'un proche collaborateur de l'empereur Auguste, Marcus Vipsanius Agrippa mort deux ans plus tôt.
Hérode le Grand est un souverain considéré comme un usurpateur cruel par ses sujets, mais dévoué à la cause impériale romaine qu'il favorise grandement dans son royaume. Son règne est marqué par les intrigues familiales nombreuses — il a eu dix épouses — et sanglantes. Ainsi, en 29 av. J.-C., le roi exécute par jalousie son épouse Mariamne, grand-mère d'Agrippa et, l'année suivante, la mère de celle-ci. En 7 av. J.-C., alors qu'Agrippa n'a que trois ans, Hérode fait exécuter son père et son oncle Alexandre à la suite d'intrigues de palais qui aboutissent également à l'exécution, trois ans plus tard, d'Antipater — un fils qu'il a eu avec Doris — ainsi qu'à celle de Costobar, grand-père maternel d'Agrippa. Hérode fait en outre disparaître un grand nombre de membres de la dynastie hasmonéenne et de ses partisans, qui s'en trouve presque anéantie. Le roi épargne cependant les enfants d'Aristobule, les garçons Agrippa, Hérode et Aristobule le Mineur ainsi que les filles Hérodiade et Mariamne.
Agrippa descend ainsi à la fois des dynasties hasmonéenne et hérodienne, mais la condamnation à mort de son père pour trahison semble l'écarter d'une logique de succession.

#### Cour impériale

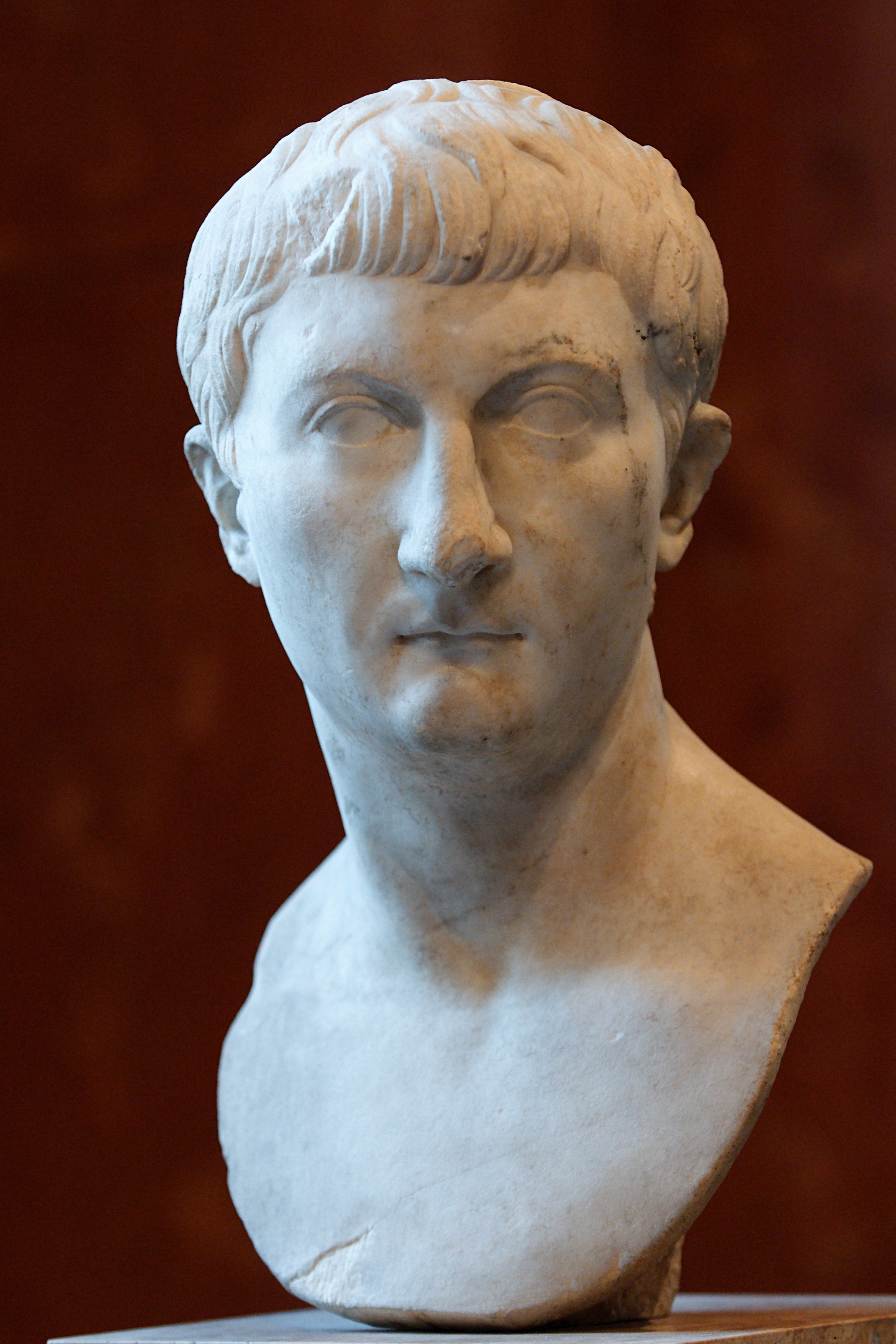
Buste de Drusus, vers 21.

En 5 av. J.-C., deux ans après la condamnation de son père, le jeune Agrippa est envoyé par Hérode le Grand à la cour impériale de Rome en compagnie de sa mère Bérénice ainsi que de ses frères et sœurs. Il y est soutenu par l'amie de sa mère, Antonia Minor, belle-sœur de Tibère — devenu empereur en 14 — et mère du futur empereur Claude ainsi que par l'impératrice Livie, qui est l'amie de sa grand-mère. Il y est élevé avec les enfants de la famille impériale dont Claude, qui a le même âge que lui, ainsi que Drusus, le jeune fils de Tibère, auquel il s'attache particulièrement. Il vit ainsi toute sa jeunesse dans la capitale de l'empire et connaît personnellement presque tous les membres de la famille impériale. L'avenir d'Agrippa semble alors établi par ses relations privilégiées avec l'héritier présomptif de Tibère et, pour donner le change à ses hôtes, il mène grand train à l'instar de son ami qui a une fâcheuse réputation de prodigalité, d'immoralité et d'excès. Il doit bientôt s'endetter pour assurer cette vie fastueuse. Mais cet avenir s'obscurcit avec la mort de Drusus en 23, l'isolant et le laissant démuni face à ses créanciers d'autant que sa mère Bérénice meurt vraisemblablement à la même époque. Après la mort de son fils, Tibère bouleversé, réagit en écartant les amis de celui-ci de sa cour.
Agrippa dilapide le reste de sa fortune en essayant de gagner les faveurs des affranchis de Tibère et, âgé d'une trentaine d'années, il quitte précipitamment Rome pour la Judée. La période suivante le voit vivre différentes péripéties et scandales liés au besoin d'assurer son train de vie sans jouir des revenus en conséquence.

### Retour en Judée
Il se retrouve dans un fort à Malatha d'Idumée, en compagnie de son épouse Cypros. Il a épousé probablement aux alentours de 26 cette cousine, fille de Phasaël, frère d'Hérode le Grand, qui lui donne un premier fils prénommé Agrippa. Il mène une existence modeste loin du faste de la cour impériale et pense même au suicide. Toutefois sa femme s'entend avec Hérodiade, désormais épouse d'Antipas.
Mariée à un oncle appelé Hérode et connu comme Philippe avec lequel, suivant Flavius Josèphe, elle a pour enfant Salomé, Hérodiade vient d’accepter de quitter son premier mari « encore vivant » pour épouser un autre de ses oncles, Hérode Antipas, tétrarque de Galilée,. En effet, Philippe le Tétrarque est « mort sans enfant » (33/34,) et Antipas espère tout à la fois que les territoires de son demi-frère vont lui être confiés par Tibère et que celui-ci lui donnera le titre de roi,. Le mariage avec Hérodiade qui descend de la dynastie légitime des Hasmonéens participe de cette stratégie,.
Hérodiade amène Antipas à aider Agrippa : il lui procure de l'argent, lui offre de s'installer à Tibériade et lui confie la magistrature civique d'agoranome de la ville — organisateur des marchés de l'agora — qui lui fournit un revenu régulier. Toutefois cette situation est de courte durée. Agrippa accepte dans un premier temps, mais il donne bientôt l'impression de ne pas se satisfaire de ce qui lui est donné. Il trouve rapidement cette charge ennuyeuse dans une petite ville de province dépourvue des équipements de la civilisation romaine qui l'a vu grandir. Il se brouille avec son oncle Antipas au cours d'un banquet à Tyr et se rend en Syrie romaine, dont son ami Lucius Pomponius Flaccus, est le légat. Peu de temps après, il est disgracié à la suite d'une intervention de son propre frère Aristobule le Mineur, qui le dénonce auprès de Flaccus pour avoir reçu un pot-de-vin afin de défendre les intérêts de Damas contre Sidon dans un différend frontalier porté devant son ami légat. Il se décide alors à tenter un retour à Rome où Tibère, qui devait avoir fait son deuil de la mort de Drusus, accepterait peut-être de recevoir à nouveau les anciens amis de son fils.

### Retour vers Rome

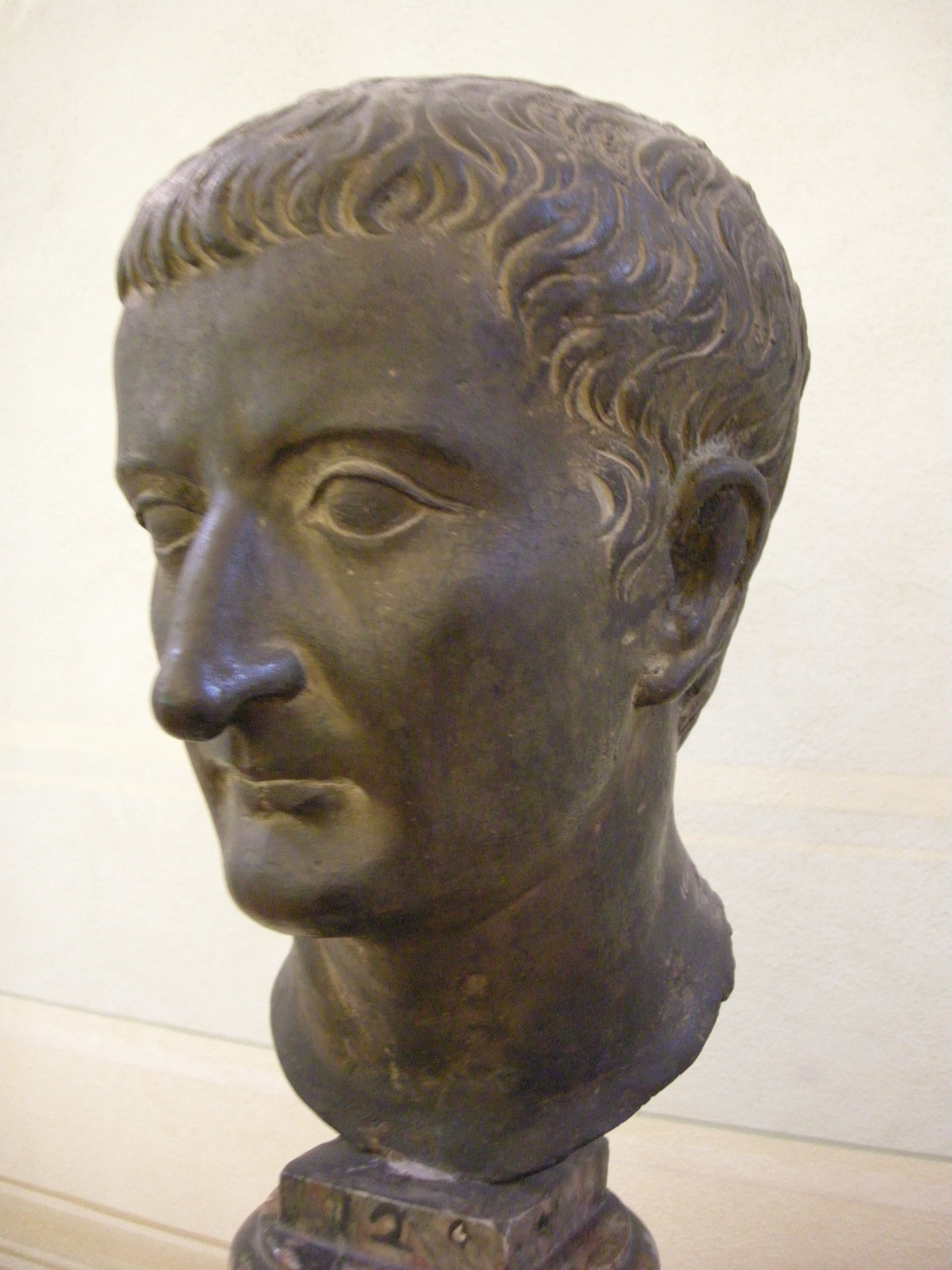
Buste en bronze de Tibère.

Agrippa emprunte une somme de vingt mille drachmes pour s'embarquer à Anthédon vers Alexandrie, non sans avoir été relancé par le gouverneur romain de Yabné, Herennius Capiton, pour les dettes contractées vis-à-vis du trésor de l'Empire. Celui-ci lui envoie la troupe mais, profitant de la nuit, Agrippa embarque et parvient à gagner Alexandrie où il obtient un nouveau financement de l’alabarque Alexandre Lysimaque, frère de Philon et chef de la communauté juive d'Alexandrie. Ce haut fonctionnaire, appartenant à une des très rares familles juives de citoyens romains, est un grand propriétaire foncier et, à l'instar d'Agrippa, un ami du futur empereur Claude. Lysimaque refuse de prêter l'argent directement à Agrippa, dont la réputation de prodigalité n'est plus à faire, mais traite avec l'épouse de celui-ci, dont il admire le dévouement à son mari. C'est muni de ce capital de deux cent mille drachmes qu'Agrippa s'embarque vers l'Italie au printemps 36.
Tibère, retiré à Capri, le reçoit et fait bon accueil à l'ancien compagnon de son fils, un accueil bientôt tempéré par un courrier du gouverneur de Yabné à propos de ses dettes. Mais Antonia la Jeune aide Agrippa à sortir de ce nouvel embarras en lui avançant la totalité de la somme due — trois cent mille drachmes — et il retrouve la faveur impériale. Tous ces détails se trouvent dans la deuxième œuvre de Flavius Josèphe, les Antiquités judaïques, éditée aux alentours de 93/94, sous le règne de Domitien, mais dans le livre II de la Guerre des Juifs, son premier récit, édité entre 75-79, Josèphe était plus direct. C'est « pour accuser le tétrarque » Hérode Antipas, qu'Agrippa a décidé de se rendre « auprès de Tibère », afin d'essayer de prendre son domaine et c'est parce qu'Agrippa avait été évincé de ses prétentions à obtenir la tétrarchie d'Antipas qu'il se serait mis à comploter contre l'empereur. Comme d'autres informations, en particulier au sujet d'Agrippa, celles-ci ne se retrouvent pas dans les Antiquités judaïques, où Josèphe s'étend pourtant beaucoup plus sur le sujet.
L'empereur demande à Agrippa de prendre en charge le fils de Drusus, son petit-fils Tiberius Gemellus, alors adolescent et l'un des deux héritiers désignés de Tibère avec son petit-neveu Caïus Caligula, petit-fils de la protectrice d'Agrippa, Antonia. Ce dernier entreprend de gagner les faveurs et l'amitié de Caïus, imité en cela par un autre prince sans royaume, Antiochos de Commagène, et parvient à contracter un prêt d'un million de drachmes auprès d'un affranchi samaritain de l'empereur pour mener son projet à bien auprès de l'étoile montante de Rome. Si on ne sait pas précisément dans quelles conditions s'est nouée l'amitié entre les deux hommes, elle devait valoir pareil investissement.
Une flatterie d'Agrippa à Caligula va cependant lui causer des ennuis : souhaitant dans une conversation que la mort de Tibère ne tarde plus afin que puisse lui succéder le jeune prince, ce propos est rapporté à Tibère qui ordonne l'arrestation de l'indélicat. Ce dernier, ami du probable prochain empereur, bénéficie d'une captivité confortable et est élargi par Caligula peu après la mort de Tibère le 16 mars 37, au moment où Ponce Pilate arrive à Rome.
L’avènement au trône de son ami commence la fortune d’Agrippa : l'empereur, pour sa libération, lui offre une chaîne d’or « du même poids que la chaîne de sa captivité ». Il lui octroie, outre le titre de roi et le diadème qui en est le signe, les territoires de Philippe, mort peu de temps auparavant, tétrarque de Gaulanitide, Batanée, Trachonitide et d'Auranitide, quatre territoires situés au nord-est du lac de Tibériade. Caligula lui a en outre conféré les ornements prétoriens, une dignité qui permet à certains non-sénateurs de siéger parmi eux lors des fêtes publiques. « Ce retournement de situation tout à fait exceptionnel paraît avoir beaucoup impressionné les contemporains d'Agrippa ».
Selon Flavius Josèphe, au moment même où il pose le diadème royal sur la tête d'Agrippa Ier, Caligula envoie Marullus comme « hipparque (ἱππάρχης) de Judée » pour remplacer Ponce Pilate qui renvoyé par Lucius Vitellius vient à peine d'arriver à Rome. Agrippa ne montre donc aucun empressement à prendre en charge les affaires de son royaume et ce n'est qu'en été 38 qu'il se rend en Batanée pour un court séjour, car les réseaux d'influences se tissent davantage à Rome où réside souvent le pouvoir réel.

### Prise de pouvoir
Agrippa rentre dans ses territoires en été 38, après que la situation a été éclaircie sur place par Lucius Vitellius, probablement assisté par Marullus, le nouveau préfet de Judée. Flavius Josèphe ne raconte pas dans quelles conditions les troupes nabatéennes se sont retirées de l'ancienne tétrarchie de Philippe qui constitue l'essentiel des territoires attribués à Agrippa. Un accord a finalement dû être trouvé entre Arétas et les Romains représentés sur place par le légat de Syrie. Selon Nikos Kokkinos, Lindner a montré que c'est Caligula qui a transféré Damas sous le contrôle nabatéen. Pour lui, puisque Caligula succède à Tibère mort le 16 mars 37, les négociations avec Arétas ne peuvent pas avoir été achevées avant l'été de la même année.
Sur le chemin de son nouveau royaume, Agrippa passe par Alexandrie vers juillet 38 où il loge vraisemblablement chez l'alabarque Alexandre Lysimaque, le frère de Philon d'Alexandrie et le père de Tiberius Alexander, dont la fille Bérénice épousera le fils Marcus Alexandre quelques années plus tard. Il règne alors dans la ville une ambiance anti-juive qui dure depuis quelque temps déjà. Lors de festivités, le nouveau roi y est la cible d'une mascarade populaire anti-juive mettant en scène un idiot surnommé Karabas, préfigurant le conflit judéo-alexandrin qui agite la ville de 38 à 41. Le gouverneur romain d'Alexandrie, Flaccus, parait laisser se dérouler l'agitation populaire hostile à Agrippa qu'il jalouse, protégé d'un empereur dans les grâces duquel Flaccus ne parvient pas à entrer, dont il pressent qu'il est en train de perdre la confiance et qui le fait d'ailleurs exécuter peu après.
Ces troubles amènent les deux partis — Juifs et Grecs alexandrins — à envoyer chacun trois délégués à l'empereur pour trancher le conflit plus profond qui oppose les deux communautés. Philon est au nombre de la délégation juive.
Le retour d'Agrippa Ier auréolé d'un titre royal excite la jalousie de sa sœur Hérodiade qui presse son mari Antipas de réclamer pour lui-même le titre de roi à Rome. En 39, Antipas se résout alors à se rendre auprès de Caligula pour tenter d'obtenir cette faveur impériale, ce qui va précipiter sa perte. Informé de ce voyage, Agrippa Ier dépêche à Rome son plus fidèle affranchi, porteur d'une lettre pour l'empereur. Il y accuse Antipas de fomenter un complot avec les Parthes et d'avoir accumulé sans le dire à l'Empereur, des stocks d'armes dans ses arsenaux de Tibériade, probablement dans l'intention de préparer sa revanche contre le roi Arétas IV qui l'avait défait quelques années auparavant. Si la seconde accusation est probablement vraie, la première est douteuse. Pour autant Caligula déchoit, bannit et exile Hérode Antipas dans le sud des Gaules où l'accompagne librement son épouse. Agrippa reçoit quant à lui les territoires d'Antipas — la Galilée et la Pérée — ainsi que tous les biens confisqués au tétrarque et à son épouse. Là encore, dans la Guerre des Juifs, Josèphe donne une version différente. « Agrippa avait suivi » Antipas à Rome « pour l'accuser » et obtient ainsi sa destitution.

### La statue de Caligula

#### Représentation dans le Temple

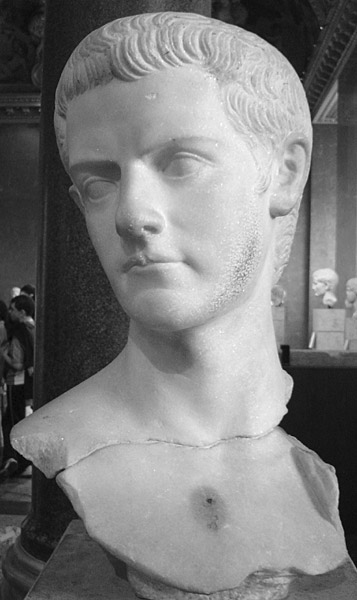
Buste de Caligula (musée du Louvre).

Caligula entend développer le culte impérial et se placer de son vivant au-dessus de la politique des mortels et a dans l'idée d'imposer son statut divin à l'empire, quelles qu'en soient les conséquences politiques. C'est dans cette optique que pour des motivations incertaines, il conçoit de faire ériger dans le Temple de Jérusalem, sa propre statue en or sous l'apparence de Zeus. L'initiative de Caligula horrifie les sujets juifs de l'Empire et entraîne des troubles dans la diaspora à Rome, mais aussi à Alexandrie, Thessalonique, Antioche et en Palestine, en particulier en Galilée.
Caligula enjoint au nouveau proconsul de Syrie, Publius Petronius, de placer de gré ou de force la statue dans le « Saint des saints » du Temple de Jérusalem, violant l'aniconisme judaïque dans le lieu le plus sacré de cette religion. Petronius dispose des troupes armées nécessaires — deux légions romaines et des auxiliaires — qu'il caserne à Ptolémaïs, en Phénicie, dans l'éventualité d'un soulèvement et il a pour mission d'accompagner la procession de la statue — en cours de fabrication à Sidon — à travers la Judée, jusqu'à Jérusalem. La population se précipite en nombre à Ptolémaïs, soutenue par les autorités religieuses juives, puis à Tibériade où les troubles se poursuivent pendant une quarantaine de jours. Petronius s'y rend et y rencontre les notables ainsi qu'Aristobule frère d'Agrippa — en l'absence de ce dernier qui est à Rome — en présence et sous la pression de la foule. Convaincu de l'imminence d'une importante révolte Petronius temporise auprès de l'empereur par un échange de courriers exposant — au risque de sa vie — les difficultés de la situation : les habitants de Galilée sont proches de la révolte générale, ainsi que les Juifs de Judée, les paysans risquant d'incendier les moissons juste avant leur récolte, tout en se préparant à la guerre. La première réponse de l'empereur est assez modérée mais certains sources font état d'une réponse « furieuse » de Caligula à Pétronius, n'envisageant aucun compromis.

#### Intervention d'Agrippa

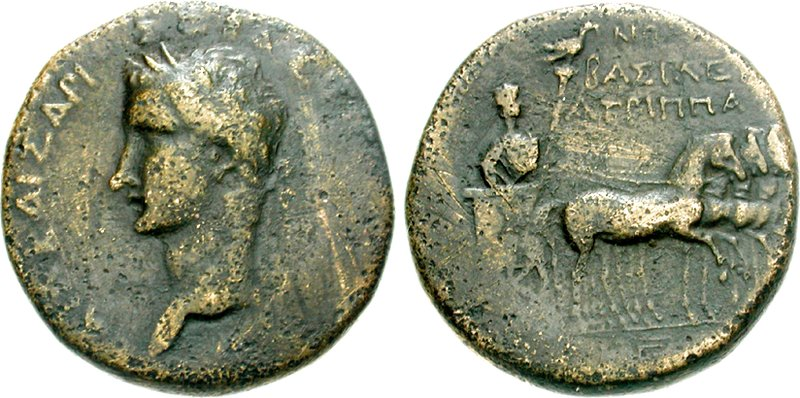
Pièce frappée sous Agrippa Ier. Profil de Caligula à gauche, Germanicus sur son char de triomphe, à droite.

Pendant ces évènements, Agrippa est à Rome et il est possible qu'il ait appris l'affaire de Caligula lui-même ce qui le plonge dans un conflit entre ses deux identités, juive et romaine. Mais, à l'issue de quelques jours de réflexion, il prend le parti et le risque d'aider ses compatriotes juifs dans la défense du Temple menacé de profanation : pour Josèphe, il s'agit d'une discussion au cours d'un banquet ; pour Philon, il s'agit d'une requête adressée à l'empereur dont il rapporte la teneur, quoiqu'en des termes qui laissent transparaître une certaine exagération du rôle d'Agrippa,. Quoi qu'il en soit, la démarche ne manque pas de courage pour l'aventurier qu'il a été jusque-là et le texte de Philon reflète les idées qui devaient figurer dans la requête, quelle que soit sa forme : Agrippa y relève avec gratitude tous les bienfaits dont il a été l'objet de la part de l'empereur mais explique qu'il les échangerait volontiers contre une seule chose : « que les institutions ancestrales ne soient pas dérangées. Car qu'en serait-il de ma réputation parmi mes compatriotes et les autres hommes ? Ou bien je dois être considéré comme un traître à moi-même ou bien je dois cesser d'être compté au nombre de tes amis ; il n'existe pas d'autre choix… ».
Dans un premier temps, Caligula semble céder à la supplique de son ami et instruit Pétronius de suspendre son action vers Jérusalem, tout en mettant en garde les populations juives de ne rien entreprendre contre les sanctuaires, les statues et les autels érigés en son honneur, ainsi que semble en attester une reproduction de la lettre de Caligula par Flavius Josèphe. Mais l'empereur paraît revenir plus tard sur sa décision et c'est le meurtre de Caligula qui semble mettre un terme définitif à l'entreprise et éteint les velléités de soulèvement populaire. Flavius Josèphe raconte encore comment l'empereur, suspectant Pétronius d'avoir été soudoyé pour enfreindre ses ordres, lui ordonne de se suicider mais ce courrier arrive après l'annonce de la mort de Caligula, dans laquelle Josèphe voit un effet de la Providence.
Ce succès même temporaire d'Agrippa témoigne des relations étroites qui le lient avec les personnalités les plus importantes du monde romain, qui vont se trouver confirmées lors de la succession de l'empereur assassiné.

### Mort de Caligula et installation de Claude

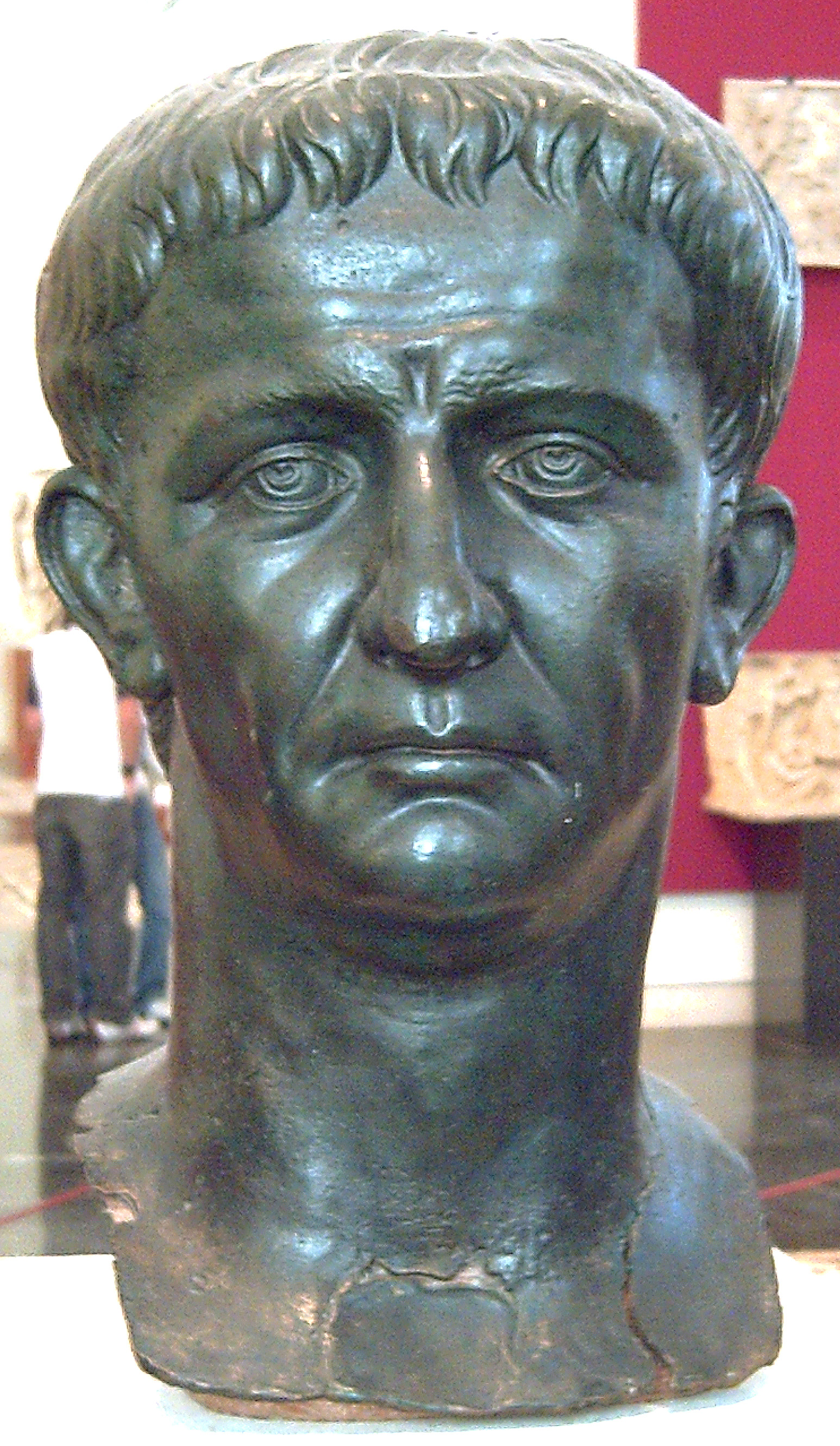
Buste en bronze de Claude.

Le 24 janvier 41, Caligula est assassiné par une conspiration de grande ampleur, impliquant notamment le commandant prétorien Cassius Chaerea ainsi que plusieurs sénateurs. Les conjurés entendent revenir à une république. C'est pourtant Claude, l'oncle de Caligula, qui est poussé au pouvoir impérial par les anti-républicains dans des conditions curieuses au centre desquelles gravite Agrippa. Claude est certes érudit, mais toutefois excessivement timide, affligé d'un handicap physique et sans ambition particulière. Le soutien omniprésent de son ami d'enfance, ainsi que ses manœuvres, semblent avoir été décisives dans sa prise de pouvoir.
Si l'on en croit Flavius Josèphe et l'historien romain Dion Cassius, Agrippa joue en effet un rôle non négligeable dans le choix du nouvel empereur. C'est lui qui mène une escouade de la garde prétorienne au palais à la recherche de Claude qui s'y est dissimulé par peur d'être assassiné. C'est aussi à son instigation que les prétoriens proclament Claude empereur car sans souverain, la garde perd sa raison d'être. Il se rend ensuite au Capitole où les sénateurs sont réunis en conclave et joue les intermédiaires entre ceux-ci et Claude. Il inspire à Claude une réponse à ces derniers, « conforme à la dignité de sa puissance » et il les persuade d'abandonner avec sagesse leur idée de république, faisant valoir qu'un nouvel empereur est acclamé par les prétoriens — dont il signale qu'ils encerclent la réunion — et que ceux-ci n’attendent rien d'autre que leur soutien enthousiaste. Les sénateurs proclament Claude empereur, et Agrippa lui recommande d'être clément vis-à-vis des conjurés, mis à part pour les régicides Cassius Chaerea et Lupus.

### Royaume agrandi

Évolution du Royaume d'Agrippa Ier.

Si l'on en croit ces récits, cet épisode fait du nouvel Empereur un obligé de son ami d'enfance et ce dévouement lui vaut une récompense de taille : Agrippa voit ses possessions augmentées de la majeure partie de l'ancien royaume d'Archélaos — la Judée, l'Idumée et la Samarie — mais aussi la ville d'Abila dans l'Anti-Liban de telle sorte que le souverain règne désormais sur un territoire aussi vaste que celui de son grand-père Hérode le Grand.
D'après Dion Cassius, Claude octroie en outre à son ami le rang consulaire et l'autorise « à paraître au sénat et à exprimer sa gratitude en grec ». Enfin, pour marquer le statut considérable du souverain, un traité est ratifié avec le Sénat et le peuple de Rome sur le Forum, qui reprend les anciens traités d'amitié et d'alliance judéo-romaines. Agrippa y est déclaré rex amicus et socius Populi Romani — comme l'avait été son grand-père en 40 av. J.-C. — et le texte est conservé sur des tablettes de bronze au temple de Jupiter Capitolin.
Ces nouvelles charges décident Agrippa à considérer que sa place est désormais sur ses territoires et il s'embarque peu après pour la Judée. C'est la même année que Bérénice, fille d'Agrippa, s'unit sous le parrainage de l'empereur à Marcus, le fils de l'alabarque d'Alexandrie Alexandre Lysimaque que Claude a fait libérer de la captivité à laquelle l'avait réduit Caligula.
L'accession au trône de Claude marque également la restauration de plusieurs autres royaumes d'Asie Mineure. Hérode, le frère d'Agrippa reçoit également un titre royal, se voit attribuer la principauté de Chalcis, précédemment rattaché au royaume d'Iturée et se voit honoré à Rome du titre de préteur. Il épouse sa nièce, Bérénice, après la mort de son jeune époux intervenue prématurément.

### Règne d'AgrippaIer

#### Judaïsme dans l'Empire
Un édit de Claude rappelle les privilèges reconnus aux Juifs alexandrins qui peuvent vivre selon leurs lois et que rien ne peut écarter de l'observance de la Torah, bientôt suivi d'un second édit qui étend les privilèges alexandrins aux Juifs de la diaspora à travers tout l'empire.
Agrippa et son frère Hérode de Chalcis jouent aussi le rôle d'intercesseurs en faveur des Juifs auprès de l'empereur. Leurs compétences sont non seulement reconnues mais encore étendues à l'ensemble des communautés juives de l'Empire par la volonté de Claude lui-même. Ils ont aussi le statut de censeurs des mœurs juives : ils veillent au respect de la Torah par les communautés de la Diaspora.
Quelques mois après le meurtre de Caligula, des habitants de la cité phénicienne de Dôra (au sud du mont Carmel) introduisent une statue de Claude dans la principale synagogue de la ville. Pour tous ceux qui se sont dressés contre les projets de Caligula c'est une véritable provocation. Agrippa intervient immédiatement et demande l'application du décret de Claude. Il agit ici en tant qu'ethnarque des Juifs, puisque Dôra n'est pas situé sur son territoire. Pétrone, le proconsul de Syrie donne immédiatement l'ordre aux magistrats de Dôra de retirer la statue, en faisant référence à l'édit de Claude. Toutefois, il faut relativiser cette ouverture, qui se traduit aussi par les mesures de limitation du culte à l'encontre des Juifs de Rome, ainsi que le rapporte Dion Cassius (Histoires, 60, 6, 6-7), peut-être en réaction à l'agitation résultant du rapide développement du mouvement des adeptes de Jésus et qu'évoquerait la Lettre de Claude aux Alexandrins. Pour François Blanchetière, l'écrit de Philon Légation à Caïus « constitue une apologie de la politique judéophile d'Auguste, à lire a contrario comme une critique de la politique judéophobe de Claude (Légation à Caïus 155-158). »

#### Administration du royaume

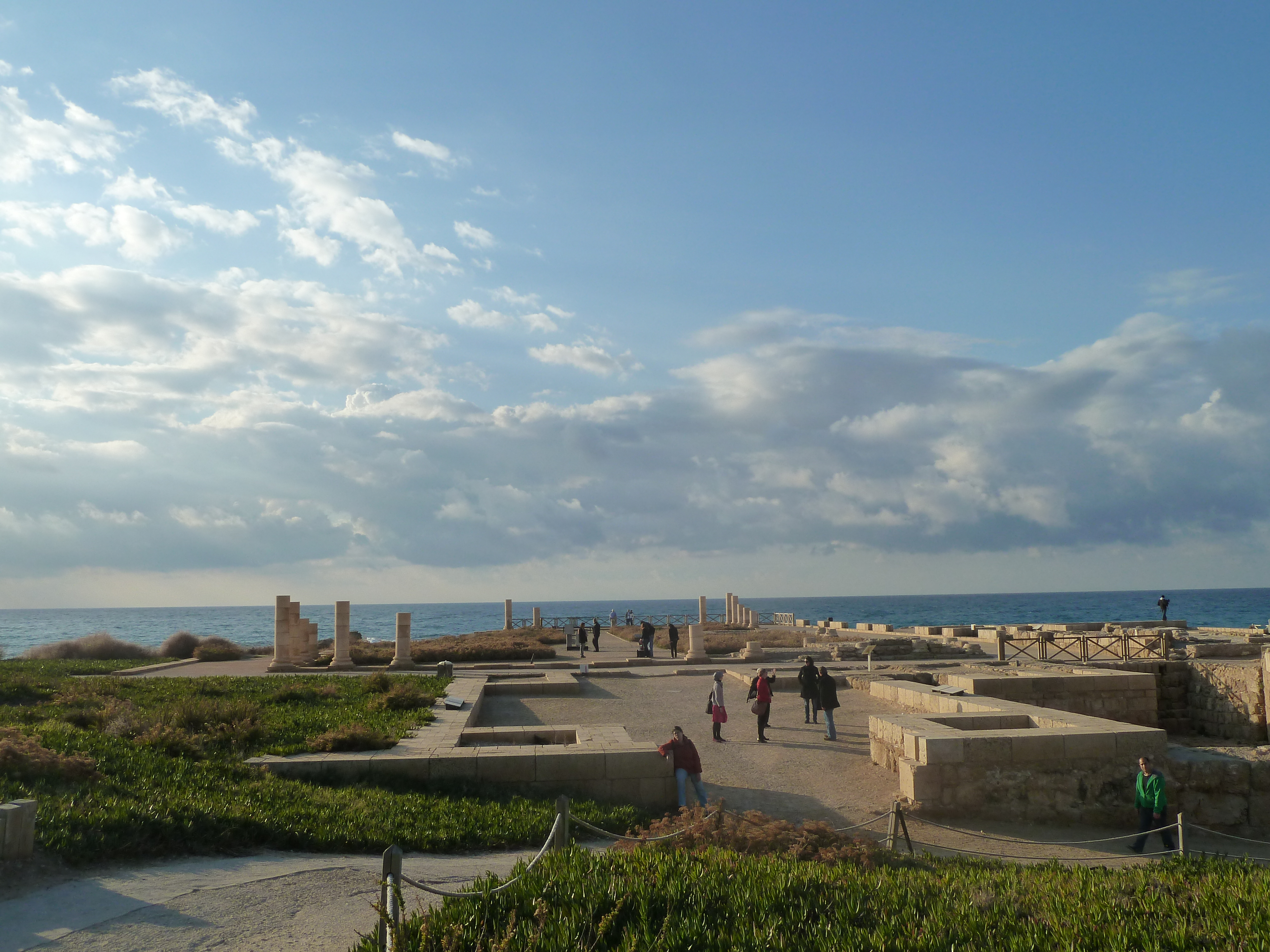
Vestiges du palais hérodien à Césarée.

Outre la reconnaissance qu'il doit éprouver à son égard, Claude a probablement également vu dans la nomination d'Agrippa, héritier des Hérodiens et des Hasmonéens mais aussi attaché aux Julio-Claudiens par des relations personnelles, un facteur de stabilité qui pourrait débarrasser l'administration impériale de la gestion d'une province aux troubles endémiques.
Agrippa a manifestement hérité du faste de son grand-père et de son désir de reconnaissance au-delà de ses frontières. Sur un plan intérieur, il essaie de contenter tant ses sujets juifs que païens et se partage d'ailleurs entre sa capitale religieuse, Jérusalem, et sa « petite Rome », Césarée. Il engage un revirement en faveur des pharisiens, s'aliénant de la sorte une partie de ses sujets grecs. Il entreprend également le grand chantier d'élever les remparts de sa capitale historique et de l'étendre au nouveau quartier nord grâce à un financement du trésor du Temple, ce qui laisse espérer à certains de ses sujets juifs la restauration d'un royaume indépendant ou au moins une forme retrouvée de souveraineté.
Il poursuit la politique d'évergétisme externe à la Judée d'Hérode en finançant la construction d'ouvrages de prestiges (théâtre, amphithéâtre et thermes) dans des libéralités qui bénéficient essentiellement à la colonie romaine de Béryte, sans oublier toutefois les villes de Phénicie et de Syrie. Il offre également des spectacles et des jeux, notamment avec des gladiateurs, même si cela contrevient aux prescriptions juives, ce qu'il fait accepter en utilisant des criminels condamnés.
Sur un plan religieux, dès son arrivée, Agrippa se forge la réputation d'un homme très pieux qu'il sait entretenir ainsi qu'en atteste la Mishna qui relate une cérémonie finement orchestrée où le roi est acclamé et obtient la légitimité des prêtres au Temple de Jérusalem dans lequel son grand-père Hérode n'avait jamais été admis. C'est ainsi le premier hérodien à pénétrer dans le Temple depuis la destitution de l'hasmonéen Antigone Mattathiah, même s'il se contente d'assister aux célébrations sans sacrifier lui-même. Agrippa use à trois reprises de sa prérogative de nommer les grand-prêtres du Temple au cours de son court règne, choisissant alternativement parmi les dynasties sacerdotales des Anân et des Boëthos. Son inclination pour le parti pharisien est traditionnellement admise et souvent expliquée par sa défiance envers les prêtres sadducéens.
Sa courte administration est ainsi placée sous la domination de Rome dont il est un instrument de contrôle et les marques d'honneur données en tant que souverain par les Juifs au Temple, témoignent du « clientélisme généralisé dans lequel les amitiés personnelles fond[e]nt les relations administratives à travers tout l'Empire. » Le règne d'Agrippa n'a toutefois pas duré suffisamment longtemps pour qu'on puisse en fixer l'orientation politique de façon significative.

#### Ambitions régionales et mort inopinée

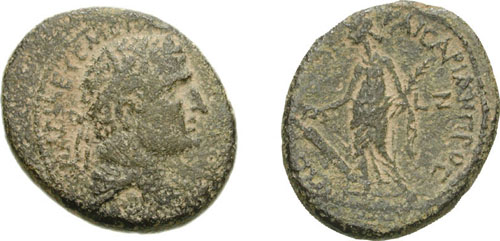
Pièce de monnaie frappée par Agrippa Ier.

Vibius Marsus, le gouverneur de Syrie qui succède à Petronius, lui est beaucoup moins favorable. Il envoie une série de missives à Claude pour faire part de ses craintes face à la puissance montante d'Agrippa, traduisant la jalousie des compatriotes romains du prince dans la région. De son côté, Agrippa demande maintes fois à l'empereur de démettre le légat.
Le légat de Syrie fait interrompre, sur ordre de Claude alerté, la fortification de Jérusalem et tempère les ambitions diplomatiques régionales de celui-ci. En effet, Agrippa invite à Tibériade les rois Hérode de Chalcis — son frère —, le roi d'Émèse Sampsigeramos — beau-père de son frère Aristobule — ainsi que trois princes qui avaient été ses compagnons à Rome, Antiochos de Commagène, Cotys d'Arménie et Polémon, roi du Pont. Marsus argue de la possibilité d'une conspiration. Même s'il est improbable qu'Agrippa ait envisagé de rompre avec ses proches protecteurs et familiers romains, les rois se voient enjoints de rejoindre leurs royaumes respectifs sans délai.
Agrippa meurt de manière inopinée en l'an 44, après seulement trois ans de règne sur la Judée, lors des Jeux de Césarée en l'honneur de l'empereur. Patronnant les jeux, il y apparait dans une parure d'argent éblouissante devant la foule qui l'acclame et le compare à un dieu, une remarque blasphématoire pour un juif contre laquelle le roi ne proteste pas. Certains de ses contemporains lisent comme une punition divine à ce blasphème la cause de sa mort qui survient peu après : deux jours plus tard, il est pris de violentes douleurs abdominales et meurt après cinq jours d'agonie, à l'âge de cinquante-trois ans. Les causes précises de sa mort sont inconnues mais dès cette époque, les bruits d'empoisonnement circulent, même si une maladie intestinale — ou une péritonite ou encore une appendicite — reste possible. Selon la Bible, ce serait un ange, venu au moment des déclarations du peuple qui le comparait donc à un Dieu, qui l'aurait frappé, puis fait dévoré par les vers,,. Un auteur médecin a expliqué que les symptômes décrits par l'historien Josèphe et Luc étaient peut-être ceux d’une occlusion intestinale mortelle provoquée par des nématodes. Il arrive que le malade vomisse ces vers ou qu’ils sortent de son corps au moment du décès. Justin Betty émet l'hypothèse qu'il aurait été frappé par la gangrène de Fournier, la même maladie qui aurait tué son grand-père Hérode. Plusieurs chercheurs estiment que l'empoisonnement par les Romains inquiets de ses ambitions politiques excessives est vraisemblable, voire que c'est une initiative personnelle de Marsus pour atténuer l'hostilité des populations syriennes voisines.
Le règne d'Aggripa Ier n'aura ainsi pas duré assez longtemps pour pouvoir en dessiner significativement l'orientation politique. Néanmoins les espoirs de souveraineté retrouvée suscités chez les juifs de Palestine par son avènement ne disparaissent pas avec sa mort et participent probablement des causes qui conduisent à la révolte juive qui éclate une vingtaine d'années plus tard dans l'ancien royaume.

### Succession

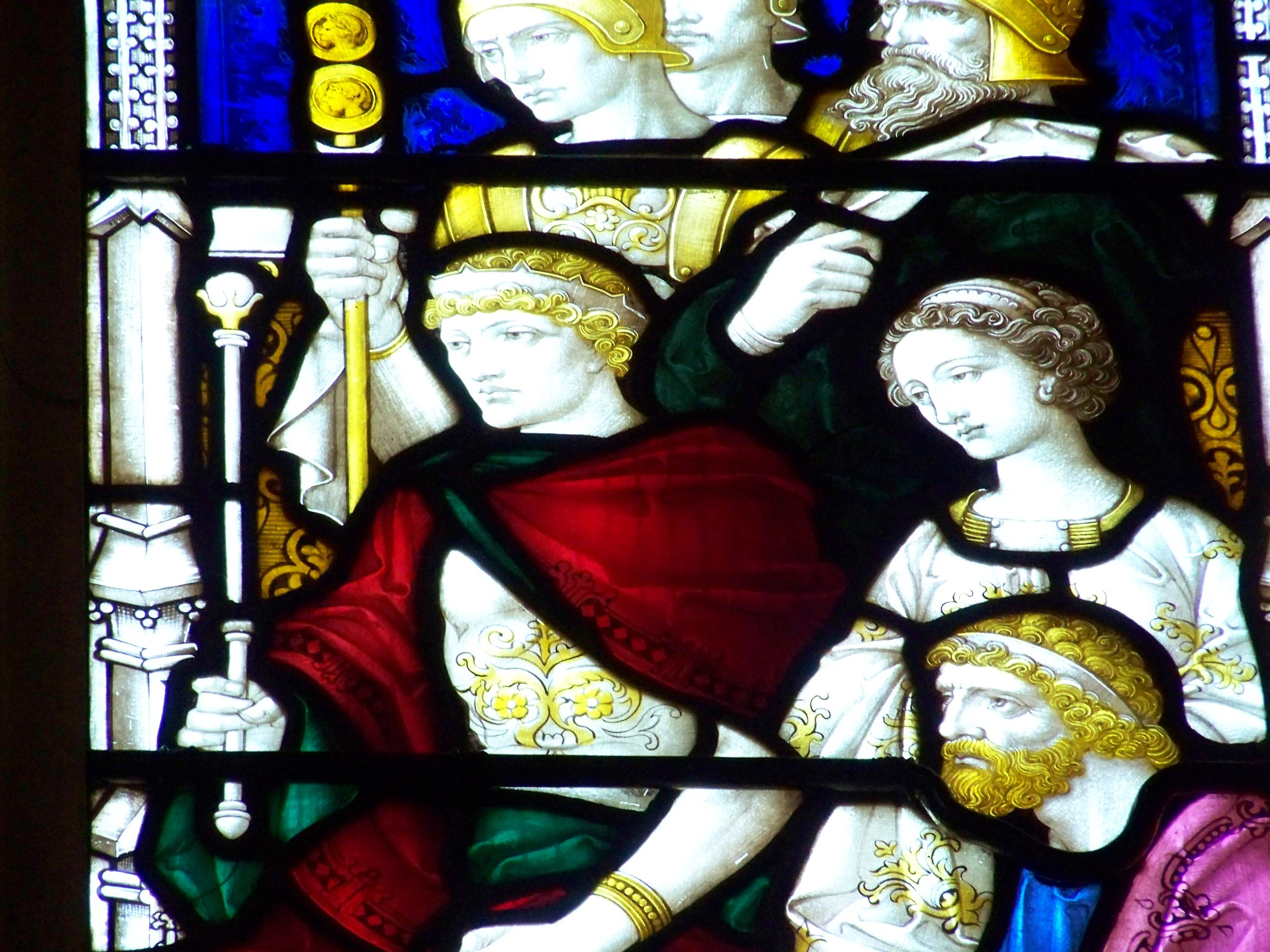
Bérénice représentée avec son frère au cours du procès de Saint-Paul; Vitrail de la cathédrale Saint Paul, à Melbourne.

La mort d'Agrippa est le prétexte pour les populations païennes du royaume à des célébrations et des réjouissances, notamment à Césarée et à Sébasté, que le souverain avait pourtant largement favorisées. L'hostilité des populations syriennes se manifeste également et les statues des trois filles du roi ornant le palais de Césarée sont outragées par des auxiliaires syriens.
Plutôt que de confier le royaume du roi défunt à son fils Agrippa II — jeune homme inexpérimenté qui grandit à la cour impériale, protégé de l'empereur — Claude en fait une province romaine mais procuratorienne qui désormais entre dans la juridiction du gouverneur de Syrie, mais conscient de l'impopularité de Marsus auprès des Juifs, l'empereur rétablit un fonctionnaire romain, Cuspius Fadus, pour diriger l'ancien royaume d'Agrippa Ier, avec le titre de procurateur. Mais ces choix, ainsi que l'absence de réaction vis-à-vis de la conduite infâme des auxiliaires syriens, engendre un regain d'agitations à Césarée et ailleurs. La nomination des prêtres et le contrôle du Temple de Jérusalem reviennent à Hérode de Chalcis. C'est également ce dernier qui devient l’intermédiaire privilégié entre les Juifs et les Romains jusqu'à sa propre mort en 48.
Pour les Juifs, cette disparition marque la fin des espoirs d'indépendance juive, même symbolique et c'est alors qu'apparaissent des mouvements factieux intransigeants à connotation messianique et anti-romaine.

### Postérité
La mort soudaine d'Agrippa laisse son peuple (les Juifs) « éploré ». Un demi-siècle plus tard, Flavius Josèphe évoque le souverain dans ces termes : « le caractère d' Agrippa était doux et sa bienfaisance était égale pour tous. Il était plein d'humanité pour les gens de races étrangères et leur témoignait aussi sa libéralité, mais il était également serviable pour ses compatriotes et leur marquait encore plus de sympathie ». Dans les sources rabbiniques, Agrippa est présenté comme un homme pieux et son règne est décrit de manière fort positive, ce qui montre qu'il est apprécié chez les pharisiens. Inversement, les habitants païens de Césarée et de Sébasté organisent à sa mort des réjouissances.
Un nombre important de critiques suivent la tradition chrétienne pour identifier Agrippa à « Hérode le roi » qui, dans les Actes des Apôtres, persécute la communauté de disciples de Jésus à Jérusalem, puis qui fait tuer « par l'épée » Jacques de Zébédée tandis que l’apôtre Pierre arrêté ultérieurement, ne doit son salut qu'à l'aide « d'un ange » qui vient de nuit le faire s'évader de sa prison. Toutefois, les Actes des Apôtres, composés eux-aussi dans les années 80-90 à partir de plusieurs sources, « ont fait l'objet d'une critique dévastatrice depuis quelques décennies, au point de se voir dénié par certains, en tout ou partie, toute valeur historique » du fait de « l'activité rédactionnelle » de ses trois auteurs successifs. Ainsi, la totalité du document pétrinien (document hypothétique) auxquels aurait appartenu ces épisodes semble avoir été placé au début des Actes par son premier rédacteur en faisant suivre ce récit par la "Geste de Paul" et c'est le second rédacteur — peut-être l'évangéliste Luc — qui a déplacé deux séquences d'un récit à l'autre, ce qui peut donner l'impression d'un seul récit respectant la chronologie. Il a aussi inséré entre les deux "Gestes" de Pierre et Paul, le récit de la mort d'Agrippa qui donne l'impression que tout ce qui précède est daté d'avant 44 et tout ce qui suit est ultérieur. Il est donc possible que « Hérode le roi » ne désigne pas Agrippa Ier, mais son frère Hérode de Chalcis ou son fils Agrippa II. En effet, outre ces éléments rédactionnels, les incohérences chronologiques des Actes sont bien connues depuis plus d'un siècle, notamment le discours de Gamaliel, prononcé sept chapitres avant la relation de la mort d'Agrippa pour défendre les apôtres lors de leur première arrestation, parle de la mort de Theudas intervenue sous le procurateur Cuspius Fadus (44-46) et dans la Geste de Pierre qui constitue la première partie des Actes, le meurtre de Jacques de Zébédée, puis l'arrestation-évasion de Pierre sont postérieurs de cinq chapitres à ce discours,.
Ce récit de la mort d'Agrippa, inséré par le deuxième rédacteur des Actes des Apôtres diverge de celui de Flavius Josèphe, mais s'accorde par ailleurs avec lui sur l'origine divine de son mal mortel, occasionnée par son refus impie de rejeter la déification dont il est l'objet par le peuple, témoignant peut-être de l'usage d'une source juive commune. Foudroyé sur place et dévoré par les vers, les versets 19-23 du chapitre 12 des Actes des Apôtres mettent en scène une mort qui a plus un caractère théologique qu'historique.

#### Descendance
De son union avec Cypros, Agrippa a donc quatre enfants, l'aîné Agrippa, puis trois filles, Bérénice, Mariamne et Drusilla. Un autre fils, Drusus, est mort en bas âge.
Agrippa, l'aîné, né en 27/28, est élevé à la cour de Rome sous la protection de Claude mais n'est pas choisi par ce dernier pour succéder à son père, « ce qui provoque un regain d'agitation politique dans les années qui suivent. » Ce n'est qu'en 49 que l'empereur lui octroie la tétrarchie de Chalcis assortie de la dignité royale un an après la mort de son oncle Hérode. Comme son père, il reçoit aussi l'administration du Temple de Jérusalem et le pouvoir de désigner les grand-prêtres détenu auparavant par Hérode de Chalcis, avec le titre d'épimélète (administrateur). En 53/54, il restitue ce territoire en échange de l'essentiel de l'ex tétrarchie de Philippe, à laquelle sont jointes les tétrarchies de Lysanias et de Varus,. Plus tard (en 54-56 ou 61), il reçoit de Néron des territoires en Galilée sur la rive ouest du lac de Tibériade, ainsi qu'en Pérée et autour d'Abila et de Livias. Prince proche des Romains, du côté desquels il se range lors de la Grande révolte juive des années 66-70, il obtient par la suite différents territoires qui concernent plus l'histoire de la Syrie que de la Palestine. Ses territoires sont rattachés à la province romaine de Syrie en 92/94,[réf. incomplète]. Une part importante de la critique estime qu'il est mort à ce moment-là, mais d'autres critiques se fondent sur l'indication de Photios de Constantinople qui au IXe siècle situait cette mort la troisième année de Trajan (100). Il n'a ni enfant, ni héritier proche.

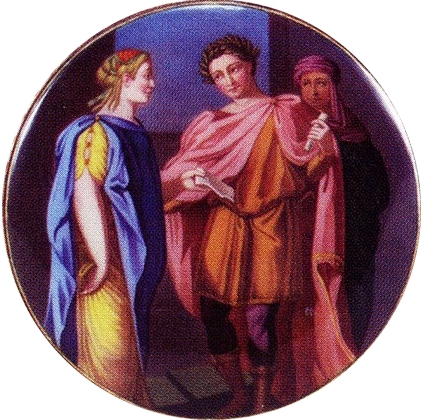
Titus et Bérénice, 1815, (auteur inconnu).

Les unions des filles d'Agrippa participent d'une stratégie matrimoniale consistant à s’allier au parti le plus fortuné possible qui n'est pas exempt de concurrence entre les sœurs. La première des filles, Bérénice épouse le fils de l'alabarque d'Alexandrie,, neveu du philosophe Philon d'Alexandrie et frère de Tibère Alexandre, qui sera nommé procurateur de Judée en 46 par Claude,. Ce premier époux meurt peu après et Bérénice est alors unie à son oncle paternel Hérode, le roi de Chalcis, dont elle a deux fils, Bérénicien et Hyrcan. Après la mort d'Hérode de Chalcis et les insistantes rumeurs d'inceste à son sujet avec son frère Agrippa, elle propose à Marcus Antonius Polemo II, roi client de Cilicie (au sud de la Cappadoce), de l'épouser. Polémon accepte car Bérénice a le statut de reine et surtout d'après Flavius Josèphe, parce qu'elle est très riche. Des deux côtés, il ne s'agit que d'une alliance pour accroître leur pouvoir. Polémon fait toutefois une concession de taille, il se convertit au judaïsme et se fait circoncire. Mais très vite, elle l'abandonne ou en divorce pour revenir avec son frère, « par légèreté dit-on » précise Flavius Josèphe. Elle devient enfin la célèbre maîtresse de Titus qui la congédie lorsqu'il accède à la charge impériale.
La deuxième fille, Mariamne, épouse Julius Archelaus fils d'un officier de la cour d'Agrippa nommé Chelkias, dont elle se sépare pour s'unir à Démétrius, « le premier des Juifs d'Alexandrie par la naissance et la fortune qui était alors Alabarque » de la ville. La dernière, Drusilla, née vers 38, est tout d'abord promise à Gaius Épiphane, fils d'Antiochos IV de Commagène, mais le prince refuse de se faire circoncire pour l'occasion. Drusilla est alors unie à Aziz d'Émèse, un autre prince oriental, qu'elle quitte pour épouser le gouverneur de Judée Félix, vers 50 qui, selon Flavius Josèphe l'aurait enlevé à son mari.

## Arbre généalogique
|                   |                   |                   |                   |                                                   |                                                   | Hérode le Grand                                   | Hérode le Grand                                   | Hérode le Grand                                   | Hérode le Grand                                   | Hérode le Grand | Hérode le Grand |               |               |               |               |                      |                      | Mariamne l'Hasmonéenne | Mariamne l'Hasmonéenne | Mariamne l'Hasmonéenne | Mariamne l'Hasmonéenne | Mariamne l'Hasmonéenne | Mariamne l'Hasmonéenne |           |           |          |          |          |          |  |  |           |           |           |           |           |           |  |  |  |  |  |  |  |  |  |  |  |  |  |  |  |  |  |  |  |  |
|                   |                   |                   |                   |                                                   |                                                   | Hérode le Grand                                   | Hérode le Grand                                   | Hérode le Grand                                   | Hérode le Grand                                   | Hérode le Grand | Hérode le Grand |               |               |               |               |                      |                      | Mariamne l'Hasmonéenne | Mariamne l'Hasmonéenne | Mariamne l'Hasmonéenne | Mariamne l'Hasmonéenne | Mariamne l'Hasmonéenne | Mariamne l'Hasmonéenne |           |           |          |          |          |          |  |  |           |           |           |           |           |           |  |  |  |  |  |  |  |  |  |  |  |  |  |  |  |  |  |  |  |  |
|                   |                   |                   |                   |                                                   |                                                   |                                                   |                                                   |                                                   |                                                   |                 |                 |               |               |               |               |                      |                      |                        |                        |                        |                        |                        |                        |           |           |          |          |          |          |  |  |           |           |           |           |           |           |  |  |  |  |  |  |  |  |  |  |  |  |  |  |  |  |  |  |  |  |
|                   |                   |                   |                   |                                                   |                                                   |                                                   |                                                   |                                                   |                                                   |                 |                 |               |               |               |               |                      |                      |                        |                        |                        |                        |                        |                        |           |           |          |          |          |          |  |  |           |           |           |           |           |           |  |  |  |  |  |  |  |  |  |  |  |  |  |  |  |  |  |  |  |  |
|                   |                   |                   |                   | Bérénice, fille de Salomé, sœur d'Hérode le Grand | Bérénice, fille de Salomé, sœur d'Hérode le Grand | Bérénice, fille de Salomé, sœur d'Hérode le Grand | Bérénice, fille de Salomé, sœur d'Hérode le Grand | Bérénice, fille de Salomé, sœur d'Hérode le Grand | Bérénice, fille de Salomé, sœur d'Hérode le Grand |                 |                 | Aristobule IV | Aristobule IV | Aristobule IV | Aristobule IV | Aristobule IV        | Aristobule IV        |                        |                        | Alexandre              | Alexandre              | Alexandre              | Alexandre              | Alexandre | Alexandre |          |          |          |          |  |  |           |           |           |           |           |           |  |  |  |  |  |  |  |  |  |  |  |  |  |  |  |  |  |  |  |  |
|                   |                   |                   |                   | Bérénice, fille de Salomé, sœur d'Hérode le Grand | Bérénice, fille de Salomé, sœur d'Hérode le Grand | Bérénice, fille de Salomé, sœur d'Hérode le Grand | Bérénice, fille de Salomé, sœur d'Hérode le Grand | Bérénice, fille de Salomé, sœur d'Hérode le Grand | Bérénice, fille de Salomé, sœur d'Hérode le Grand |                 |                 | Aristobule IV | Aristobule IV | Aristobule IV | Aristobule IV | Aristobule IV        | Aristobule IV        |                        |                        | Alexandre              | Alexandre              | Alexandre              | Alexandre              | Alexandre | Alexandre |          |          |          |          |  |  |           |           |           |           |           |           |  |  |  |  |  |  |  |  |  |  |  |  |  |  |  |  |  |  |  |  |
|                   |                   |                   |                   |                                                   |                                                   |                                                   |                                                   |                                                   |                                                   |                 |                 |               |               |               |               |                      |                      |                        |                        |                        |                        |                        |                        |           |           |          |          |          |          |  |  |           |           |           |           |           |           |  |  |  |  |  |  |  |  |  |  |  |  |  |  |  |  |  |  |  |  |
|                   |                   |                   |                   |                                                   |                                                   |                                                   |                                                   |                                                   |                                                   |                 |                 |               |               |               |               |                      |                      |                        |                        |                        |                        |                        |                        |           |           |          |          |          |          |  |  |           |           |           |           |           |           |  |  |  |  |  |  |  |  |  |  |  |  |  |  |  |  |  |  |  |  |
|                   |                   |                   |                   |                                                   |                                                   |                                                   |                                                   | Agrippa Ier                                       | Agrippa Ier                                       | Agrippa Ier     | Agrippa Ier     | Agrippa Ier   | Agrippa Ier   |               |               | Aristobule le Mineur | Aristobule le Mineur | Aristobule le Mineur   | Aristobule le Mineur   | Aristobule le Mineur   | Aristobule le Mineur   |                        |                        | Mariamne  | Mariamne  | Mariamne | Mariamne | Mariamne | Mariamne |  |  | Hérodiade | Hérodiade | Hérodiade | Hérodiade | Hérodiade | Hérodiade |  |  |  |  |  |  |  |  |  |  |  |  |  |  |  |  |  |  |  |  |
|                   |                   |                   |                   |                                                   |                                                   |                                                   |                                                   | Agrippa Ier                                       | Agrippa Ier                                       | Agrippa Ier     | Agrippa Ier     | Agrippa Ier   | Agrippa Ier   |               |               | Aristobule le Mineur | Aristobule le Mineur | Aristobule le Mineur   | Aristobule le Mineur   | Aristobule le Mineur   | Aristobule le Mineur   |                        |                        | Mariamne  | Mariamne  | Mariamne | Mariamne | Mariamne | Mariamne |  |  | Hérodiade | Hérodiade | Hérodiade | Hérodiade | Hérodiade | Hérodiade |  |  |  |  |  |  |  |  |  |  |  |  |  |  |  |  |  |  |  |  |
|                   |                   |                   |                   |                                                   |                                                   |                                                   |                                                   |                                                   |                                                   |                 |                 |               |               |               |               |                      |                      |                        |                        |                        |                        |                        |                        |           |           |          |          |          |          |  |  |           |           |           |           |           |           |  |  |  |  |  |  |  |  |  |  |  |  |  |  |  |  |  |  |  |  |
| Hérode de Chalcis | Hérode de Chalcis | Hérode de Chalcis | Hérode de Chalcis | Hérode de Chalcis                                 | Hérode de Chalcis                                 |                                                   |                                                   | Bérénice                                          | Bérénice                                          | Bérénice        | Bérénice        | Bérénice      | Bérénice      |               |               | Agrippa II           | Agrippa II           | Agrippa II             | Agrippa II             | Agrippa II             | Agrippa II             |                        |                        | Mariamne  | Mariamne  | Mariamne | Mariamne | Mariamne | Mariamne |  |  | Drusilla  | Drusilla  | Drusilla  | Drusilla  | Drusilla  | Drusilla  |  |  |  |  |  |  |  |  |  |  |  |  |  |  |  |  |  |  |  |  |
| Hérode de Chalcis | Hérode de Chalcis | Hérode de Chalcis | Hérode de Chalcis | Hérode de Chalcis                                 | Hérode de Chalcis                                 |                                                   |                                                   | Bérénice                                          | Bérénice                                          | Bérénice        | Bérénice        | Bérénice      | Bérénice      |               |               | Agrippa II           | Agrippa II           | Agrippa II             | Agrippa II             | Agrippa II             | Agrippa II             |                        |                        | Mariamne  | Mariamne  | Mariamne | Mariamne | Mariamne | Mariamne |  |  | Drusilla  | Drusilla  | Drusilla  | Drusilla  | Drusilla  | Drusilla  |  |  |  |  |  |  |  |  |  |  |  |  |  |  |  |  |  |  |  |  |

L'ordre des enfants d'Aristobule IV et Bérénice fille de Salomé, sœur d'Hérode le Grand est arbitraire.
Bérénice et Agrippa II sont permutés pour la commodité de la représentation.
Seul le deuxième mariage de Bérénice avec son oncle Hérode de Chalcis est représenté.

## Art et culture
Agrippa apparaît sous les traits de l'acteur James Faulkner dans la série britannique Moi Claude empereur, une adaptation du roman historique de Robert Graves, Moi, Claude, produite par la BBC 2 en 1976.
Jean-Claude Lattès a publié le roman Le Dernier Roi des Juifs (Nil, 2012  (ISBN 978-2-84111-626-3))